# Shade Munro
Donald Shade Munro (Paisley, 19 novembre 1966) è un allenatore ed ex giocatore di rugby a 15 internazionale per la Scozia, già seconda linea del Glasgow High Kelvinside e allenatore degli avanti del Glasgow Warriors; dal 2015 al 2019 ha ricoperto l'incarico di commissario tecnico della Scozia femminile, e da tale data lavora presso l'accademia federale della Scottish Rugby Union.

## Biografia
Cresciuto nel Glasgow High Kelvinside, fu atleta di interesse nazionale già alla fine degli anni ottanta, quando fu convocato per la Scozia B per un impegno contro la pari categoria francese.
Nel Cinque Nazioni 1994 esordì per la Scozia contro il Galles e prese parte al tour in Argentina di metà anno; sei dei suoi sette test match vennero nell'anno d'esordio, il settimo fu nel 1997 contro lo stesso avversario del debutto, il Galles.
Smessa l'attività in quell'anno, assunse la panchina del Glasgow Hawks, per poi passare nei ranghi federali nel 2002 e diventare l'allenatore degli avanti dei Glasgow Warriors, ruolo che tenne fino al 2015, anno in cui la squadra vinse, per la prima volta, il titolo del Pro12.
A giugno 2015 la federazione gli affidò la guida della nazionale femminile, reduce da 5 whitewash consecutivi nel Sei Nazioni, in cui la squadra non vinceva un incontro dal 2010.
Dopo un ennesimo torneo senza vittorie nel 2016 e la mancata qualificazione alla Coppa del Mondo di rugby femminile 2017, Munro riportò la Scozia alla vittoria nel 2017 contro Galles e Italia, e nel 2018 ancora contro il Galles, evitando in entrambi i casi l'ultimo posto alla squadra.
Già dimissionario prima del Sei Nazioni femminile 2019 Munro lasciò la squadra alla fine del torneo per assumere un incarico tecnico presso l'Accademia della Scottish Rugby Union a Glasgow.